# Église Saint-Lambert de Blicquy
Pour les articles homonymes, voir Église Saint-Lambert.
L'église Saint-Lambert (néerlandais : Sint-Lambertuskerk) est une église du village de Blicquy, dans la commune de Leuze-en-Hainaut en Belgique. L'église est dédiée à Saint Lambert.
Le bâtiment de l'église a été construit en 1776 en brique. L'autel est de style Renaissance et fait référence à Lambert. Une statue en bois polychrome de Lambert du XVIe siècle et des fonts baptismaux gothiques en pierre bleue décorent l'église.
On doit le patronage de Saint Lambert à une décision prise par Richilde de Hainaut en 1036 qui inféode son comté à Théoduin, évêque de Liège. 

## Galerie

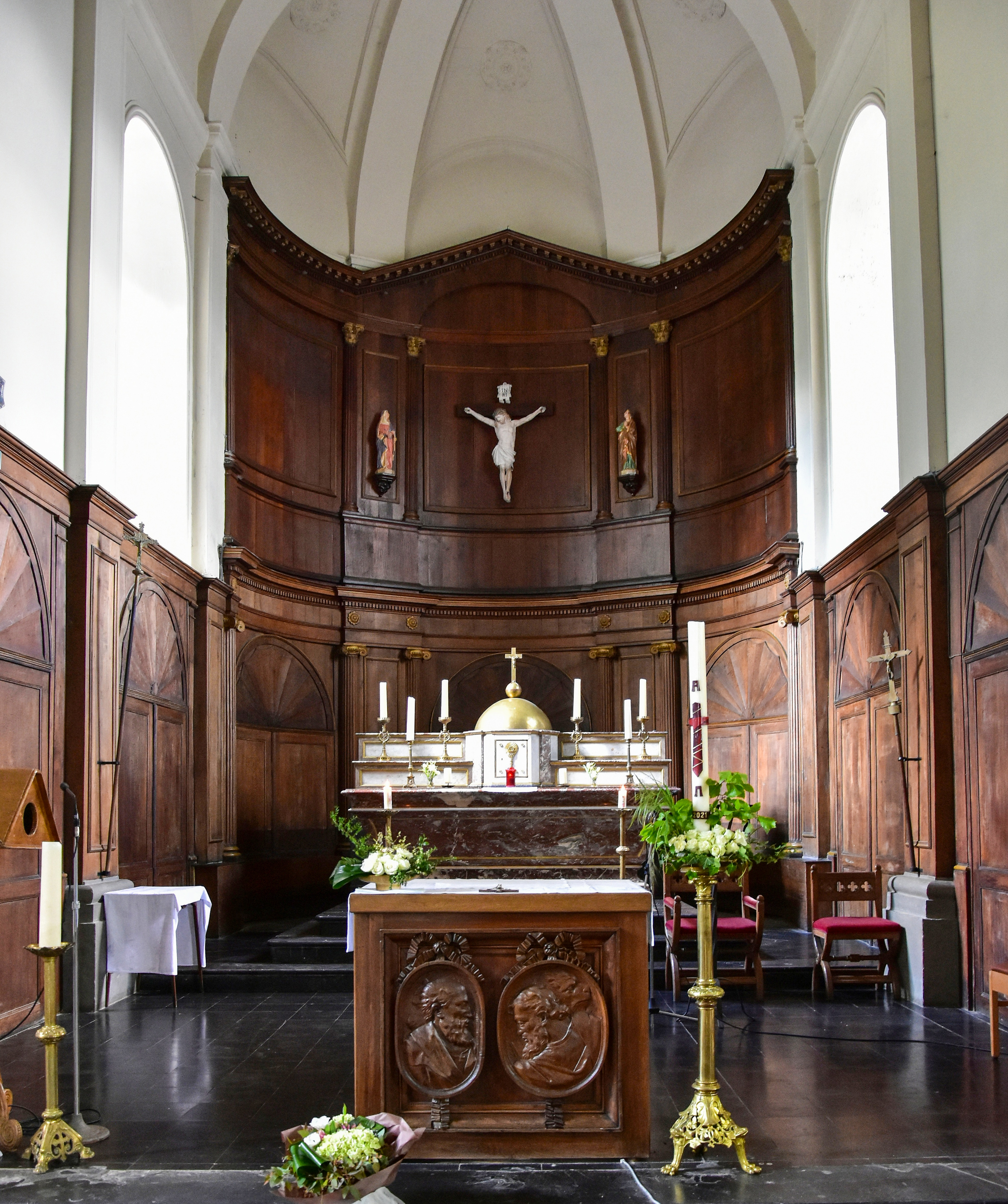
Maître-autel
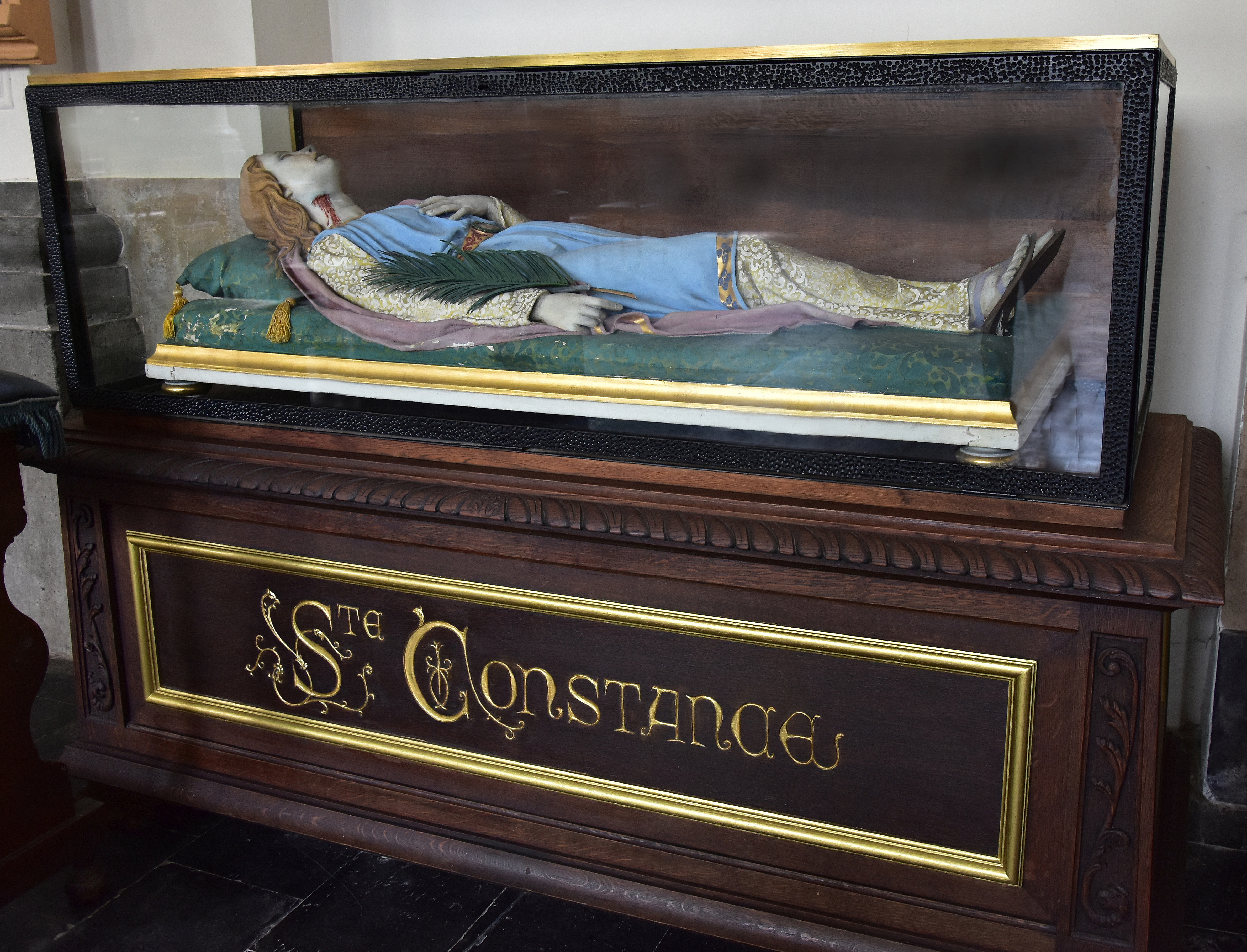
Constantia
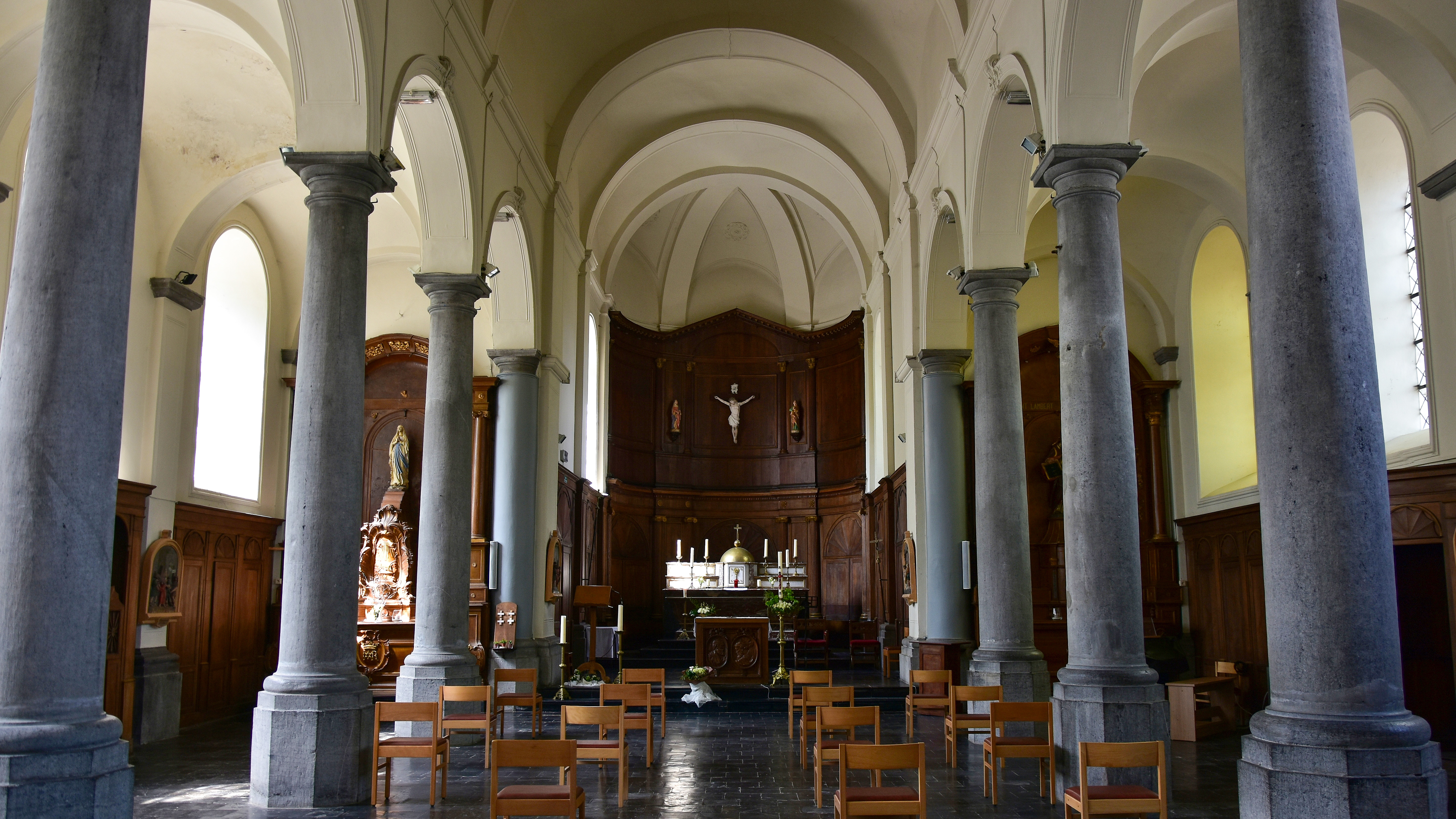
Nef de l'église
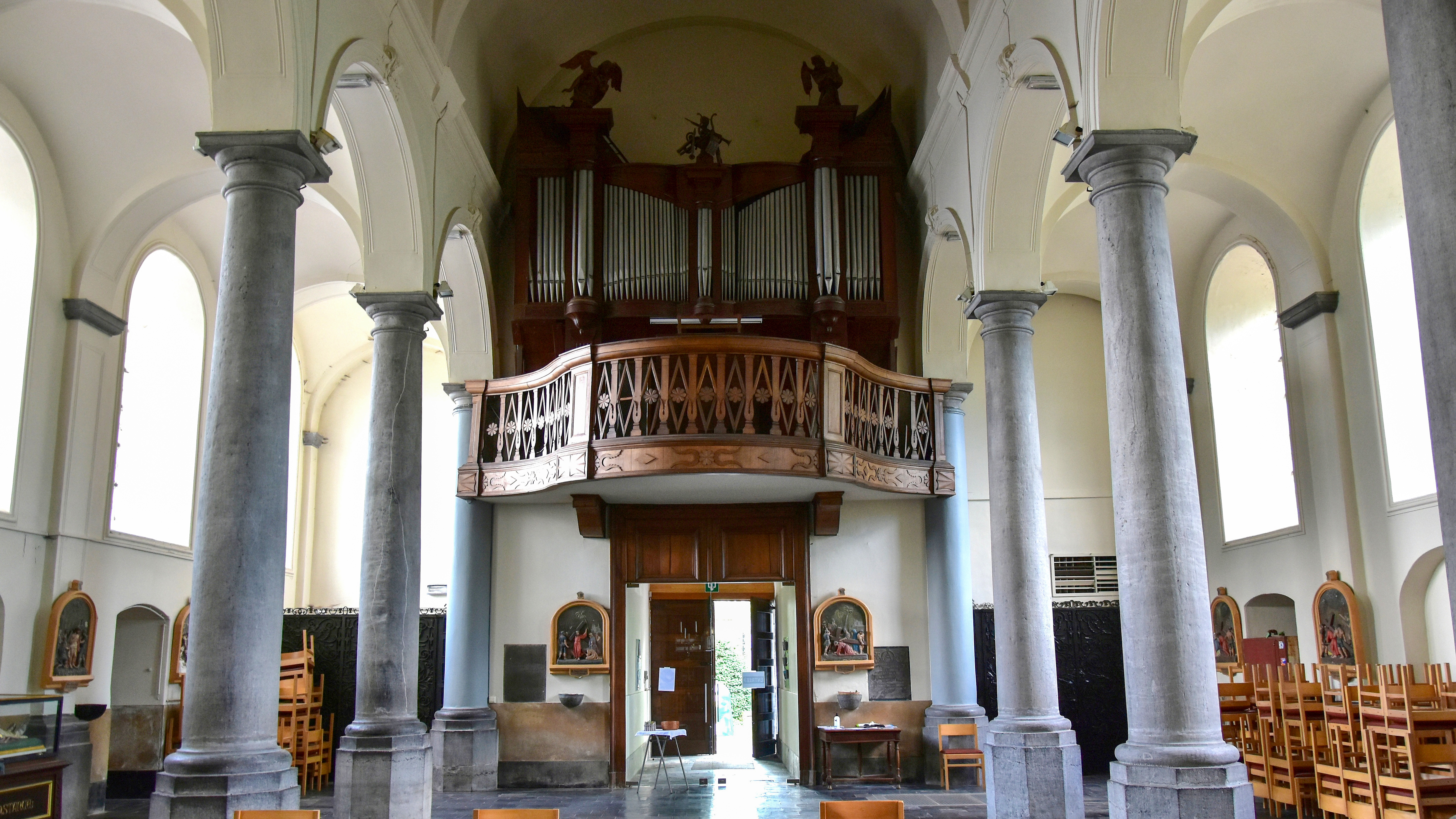
Nef arrière de l'église avec orgue d'église